# Carnisser graculí
El carnisser graller (Strepera graculina) és una espècie d'ocell de la família dels cractícids (Cracticidae) propi d'Austràlia oriental.

## Descripció
- Fa uns 44 - 50 cm de llarg i uns 320 g de pes. Ulls grocs. Bec una vegada i mitja més llarg que el cap.
- És un ocell negre amb taca blanca a l'ala. Parts inferiors barrades, més notori a l'abdomen. Cobertores caudals inferiors blanques. Cua negra acabada en blanc.

## Hàbitat i distribució
Habita boscos, terres de conreu i ciutats d'Austràlia oriental, des del nord i est de Queensland cap al sud a través de l'est de Nova Gal·les del Sud fins al sud de Victòria i l'extrem sud-est d'Austràlia Meridional, i a l'illa de Lord Howe.